# Ermita de la Vera Cruz (Maderuelo)

### INTRODUCCIÓN
Antes de adentrarnos en la descripción y análisis de la obra, es necesario un ejercicio de imaginación y transportarnos mentalmente, no solo a la época, sino al lugar en la que la esta fue levantada -algo, por otra parte, totalmente recomendable. Visitar en primera persona no solo el templo que nos ocupa sino la población de Maderuelo y todo su entorno- y eliminar de nuestra vista, en primer lugar, el actual cauce del río Riaza, cuya extraordinaria anchura es fruto de la construcción del embalse de Linares a mediados del siglo XX, y que en la época no sería más que un río que estacionalmente recibía grandes aportaciones de agua en su cauce a juzgar por las dimensiones del antiguo puente medieval -aunque de origen romano y hoy sumergido bajo las aguas de la presa-, y la magnitud de sus tajamares y que pueden observarse cuando el nivel de estas bajan a pesar de que sus ojos hoy se encuentran prácticamente cegados por el limo del embalse (Imagen 1).
Comencemos…
La guerra contra los musulmanes obliga a los cristianos a abandonar estos enclaves en el último tercio del siglo X, y no se consolidarían de nuevo bajo influencia cristiana hasta el año 1011 bajo las órdenes del Conde Sancho García.
Madolium (Maderuelo), como consecuencia de las políticas de repoblación de Alfonso VI, recibirá pobladores que llegarán provenientes del norte de la península.
La ermita no fue concebida como hoy la percibimos, una obra de arte, o monumento sino como un edificio para la práctica religiosa, motivo por el que el foco de atención no se centra en la belleza ni la estética, sino la practicidad y funcionalidad para el uso para la que fue concebida acorde al gusto, creencias y necesidades del momento. del momento.
Queda entonces una visión más real o al menos aproximada a la que tenían los habitantes y transeúntes de Maderuelo en la Edad Media: Un núcleo urbano cuya planta se ajusta al cerro en horcajo de escarpadas laderas sobre el que está construido, rodeado en tres de sus flancos por la hoz que dibuja el cauce del río Riaza y reforzado por sus correspondientes arquitecturas militares defensivas, lo que hace del enclave un lugar idóneo que formará parte de la línea defensiva del Duero establecida por Alfonso VI en sus campañas de expansión de los reinos cristianos.
Del otro lado del cauce, tras cruzar el puente, encontraríamos una extensa vega[i] con algunos desniveles, pero de relieve mucho más suave que el del cerro donde se ubica el núcleo urbano, y que además es atravesada por varias vías de comunicación, una de las cuales une dos importantes poblaciones de la época: Sepúlveda y El Brugo de Osma.
En dirección a este último desde Maderuelo, llegamos a San Esteban de Gormaz (Soria), donde el camino seguido se cruza con el que conduce de Clunia (Burgos) a Sigüenza (Guadalajara) y que transcurre, entre otras, por las poblaciones de Berlanga de Duero (Soria) y Gormaz (Soria), en las que se encuentran las iglesias de San Baudelio de Berlanga y San Miguel de Gormaz respectivamente, ambas relevantes obras del románico y en estrecha relación con la iglesia que nos ocupa.
Las tres iglesias (ermita de la Vera Cruz en Maderuelo,  San Baudelio de Berlanga  en Berlanga de Duero y San Miguel de Gormaz en Gormaz) tienen no solo una similitud en su planimetría arquitectónica y reducidas dimensiones, sino que además presentan una iconografía pictórica con los mismos motivos, propio, peculiar y sin relación con la decoración de las iglesias similares catalanas, aragonesas o en el recorrido del Camino de Santiago, todas ellas al amparo de la seguridad de tierra ya conquistada a los moros[ii], sino que se encuentran en primera línea del conflicto de la recuperación cristiana del territorio, lo que determina indudablemente la arquitectura del románico pleno en esta zona[iii].
María José Martínez Ruiz tiene documentado el proceso de adquisición y venta del que ha sido objeto la iglesia, vendida por el obispo a un particular en 1896, movimiento inmobiliario especulativo pues en muy poco tiempo, la propiedad volvió a cambiar de manos multiplicando su precio por siete.
En 1907, Pedro Mata y Álvaro, realiza una reseña en el Boletín de la Sociedad Española de Excursionismo en la que realiza una descripción de la iglesia de la Vera Cruz de Maderuelo especificando la propiedad privada del inmueble. Pertenece a un molinero, quien no alcanza a entender el valor patrimonial de su propiedad empleándola como establo y almacén. Pedro Mata le otorga una primera datación en el siglo XIII y denuncia la pérdida de la cubierta de la nave e importantes grietas en la cabecera. Esta es la primera noticia sobre el riesgo de destrucción que se tiene de las pinturas de la ermita de la Vera Cruz de Maderuelo
Esta publicación despierta notable interés de su propietario, tentado a la venta de las pinturas -se habla de una oferta de 30.000 pesetas- a adquisidores de arte no solo en este lado del Atlántico. Walter Cook y The Metropolitan Museum of Art (New Yrok, EE:UU) muestran su interés por adquirir las pinturas murales del templo, al igual que el Marqués de Lozoya, quien sugiere una posible filiación estilística entre las pinturas de Maderuelo y algunas catalanas.
En 1923, la Academia de BB.AA. encarga un peritaje de las pinturas a los académicos Marceliano Santa María y José Garnelo, y un año más tarde, el 6 de diciembre de 1924, la iglesia en cuestión se declara Monumento Histórico-Artístico, (posteriormente clasificada como BIC[iv]) lo que evita la salida de este rico patrimonio del territorio español.
En 1931, se realiza el proyecto de construcción de la presa del embalse de Linares. El Estado español está interesado en la adquisición de las pinturas, pero la deficiente situación de sus arcas le obliga a recurrir al Museo del Prado, también interesado en la adquisición de estas para salvarlas de la inundación cuando se llenase el embalse (Imagen 2).
Ya en 1947, ante la inminente construcción del embalse de Linares de Arroyo, Ramón Gudiol procede al arranque de las pinturas mediante la técnica de strappo y en 1950 quedan definitivamente instaladas en el Museo Nacional del Prado para poder contemplarlas en una bóveda simulada con el fin de que conservasen su aspecto y disposición originales.
Una vez puestas a salvo las pinturas, el olvido y el desinterés se adueñaron de la construcción (imagen 3).

### LA ARQUITECTURA
Datada hacia 1100, el mayor activo de esta construcción es precisamente su antigüedad, uno de los templos cristianos más antiguos de la provincia de Segovia que aun se conserva y en el que pueden apreciarse los esquemas constructivos altomedievales  propios de finales del siglo XI y principios del XII, acordes a los levantados en la época condal castellana como La Virgen de las Nieves (Barbadillo de Pez, Burgos), ermita de Santa Cecilia (Santibáñez del Val, Burgos), San Quirico y Santa Julia (Tolbaños de abajo, Burgos) o San Miguel de Gormaz (Gormaz, Soria), todas ellas en primera línea de conflicto con los musulmanes.
Su sencillez arquitectónica contrasta con otras construcciones coetáneas de zonas, alejadas ya del conflicto bélico de la recuperación cristiana del territorio, circunstancia esta que condiciona no solo la arquitectura y los materiales empleados, sino también la iconografía y la ornamentación, determinadas, estas últimas, por el mensaje que pretenden transmitir a la audiencia de la época (no al visitante actual)[v].
Como iglesia de frontera, su objetivo no era la ostentación ni el reconocimiento sino delimitar y proteger espiritualmente el terreno conquistado y en particular la villa en la que se encuentra y sus habitantes.
La iglesia[vi] (o ermita) de la Vera Cruz de Maderuelo, presenta -como las otras mencionadas- una única nave con cerramiento superior de madera y un presbiterio, algo más estrecho y bajo que esta, con testero plano y cubierto por una bóveda de cañón, ambos cuerpos protegidos por sendas cubiertas a dos aguas a diferente cota, con el presbiterio más bajo que la nave.
La fábrica es de mampostería a cal y canto con las esquinas, codillos del presbiterio, recercos de los vanos y aleros[vii] en sillares labrados a hacha. Los dos vanos de acceso, en los paños de la epístola y del evangelio de la nave respectivamente, son de pequeñas dimensiones y guardan la misma línea de austeridad que el resto de la construcción, con arcos de medio punto de con dovelas de pequeño tamaño y rosca lisa, sin decoración[viii], si bien se sospecha que no son los originales, ya que, en la excavación arqueológica de 1970, en la necrópolis se encontró un cimacio labrado que se sospecha que perteneciera a los vanos de entrada originales (Imagen 4).

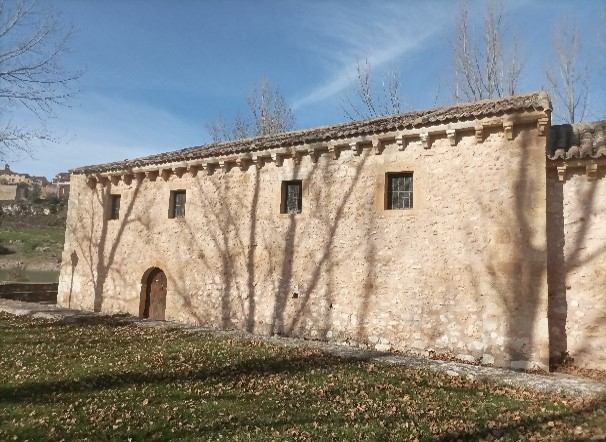
Imagen 05 - Decoración exterior austera

La decoración arquitectónica, como corresponde a las construcciones de la época, es austera, con motivos ornamentales únicamente en los aleros de las cubiertas donde los modillones, presentan una decoración con nacelas, con dos rollos o con bastoncillos[ix] (Imagen 5), decoración que es más abundante en la cabecera por la mayor importancia de esta parte del edificio.
El interior del edificio presenta una sola nave de planta rectangular actualmente vacía y desnuda de   ornato. Tan solo una pila bautismal, no originaria del edificio y trasladada hace unos años desde el cementerio donde se empleaba como contenedor de los residuos vegetales retirados de las sepulturas.
A pesar de los vanos de las ventanas -que no se corresponden a la fecha de construcción, sino que son fruto de una modificación posterior por lo que presentan forma cuadrada y unas dimensiones más grandes de lo que correspondería a la época de construcción- se percibe un espacio lúgubre.
Un arco triunfal de medio punto conduce hacia la cabecera, también de planta rectangular de menores dimensiones y altura que la nave principal, sobreelevada tres peldaños con respecto a esta y cerrada por la parte superior con una bóveda de cañón.
Una estructura de madera soporta la cubierta en la nave y a menor altura la de la cabecera, ambas a dos aguas con teja colocada a la segoviana.

### LAS PINTURAS MURALES
En general, la pintura mural en el románico, además de la decoración de los muros deficientemente iluminados por los reducidos vanos característicos de las arquitecturas de este periodo, refuerzan la simbología de los espacios donde se encuentran, condicionados estos por la liturgia del momento y diferenciado así la zona sagrada en la que se llevaba a cabo la celebración y la zona de los fieles[x].
La formación y la cultura no eran precisamente las mejores cualidades de la audiencia a quienes iban dirigidas estas pinturas, cuestión esta que también condiciona las representaciones iconográficas, que han de ser claras, concisas y ceñirse al mensaje que se quiere hacer llegar al público del momento.
Por semejanza formal, las pinturas de la iglesia de la Santa Vera Cruz de Maderuelo se asocian estilísticamente a los frescos de San Baudelio de Berlanga (Casillas de Berlanga, Soria), cuyo autor se vincula con la obra de Santa María de Tahull (Valle de Bohí, Lérida) templo consagrado por el obispo Don Ramón de Roda en 1123. En la actualidad, aunque se acepta la datación en el segundo o tercer decenio del sigo XII - aún sin documentación que lo asevere-, la hipótesis de una única maestría está seriamente cuestionada abogando más por una corriente estilística común en la época, de la que participaba más de un autor y que pudiera hacerse extensivo a las pinturas recientemente descubiertas en la iglesia de San Miguel (Gormaz, Soria), en las que se repite el esquema del testero con Abel y Melquisedec flanqueando al Agnus Dei'.
Las pinturas que se conservan ocupaban la totalidad de los muros laterales y bóveda, el testero y la rosca y enjutas del arco triunfal que separa la nave del del ábside. En ellas, como en el resto de las manifestaciones pictóricas románicas, el autor no pretende representar la realidad del ojo, sino una realidad metafísica en la que puede representar todo lo relativo a Dios y que el ojo no ve. Unas pinturas hechas para ser contempladas con el alma y no solo con la vista, superando así todas las imperfecciones del ojo, el tiempo y el espacio.
Con ello, lo que normalmente se han entendido como torpezas de ejecución, retrocesos técnicos, etc., se convierte una expresión conscientemente buscada, en la que lo que realmente expresa es un rechazo al artificio necesario para que el ojo perciba esa realidad (volumen, brillos, sobras, gradados cromáticos, perspectiva…) y se centra en la esencia del mensaje, lo que refuerza el valor simbólico del templo cristiano como Civitas Dei[xi], [xii].
El programa iconográfico, muy sintéticamente, representa la creación y caída del género humano desde el punto de vista religioso, y para cuya redención, es necesaria la venida de Cristo mediante la Encarnación, su sacrificio y arrepentimiento de los pecadores[xiii].
Su ubicación y distribución tampoco es casual.

#### BÓVEDA

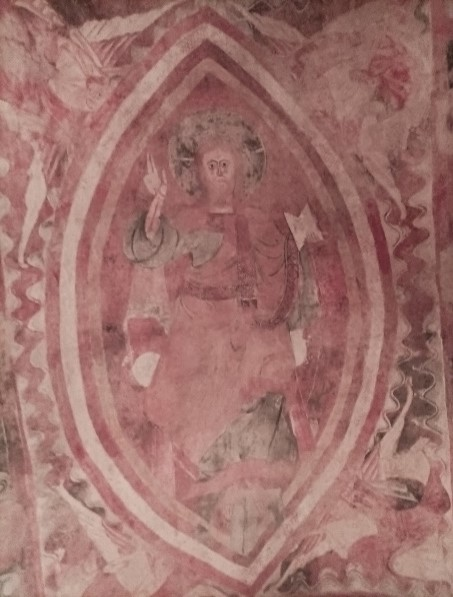
Imagen 07 - Réplica de la pintura de la bóveda con representación del Pantocrátor

Sobre el presbiterio, presidiendo literalmente toda la arquitectura de éste y lo que en él se representa, en una mandorla sostenida por cuatro ángeles tenantes surgiendo de un fondo a modo de rompimiento celestial con ondas y estrellas representando el reino de los cielos, se inserta una Maiestas Domini[xiv] (Imagen 7) con su representación  habitual de  Cristo sedente con los pies sobre un escabel, la mano derecha levantada en gesto de bendición y en la izquierda portando un libro que simboliza los Evangelios o las Sagradas Escrituras y que en este caso contiene las letras a y Ω[xv] al que acompañan el tetramorfos[xvi], en este caso un tetramorfos angelomorfo (antropozoomórfico), figuras con el cuerpo de ángel y la cabeza del animal o representación que les atribuye Ezequiel y a los que hace mención Juan en el libro del Apocalipsis[xvii].  la Virgen, un clérigo, dos serafines turiferarios[xviii] y dos arcángeles.

#### TESTERO

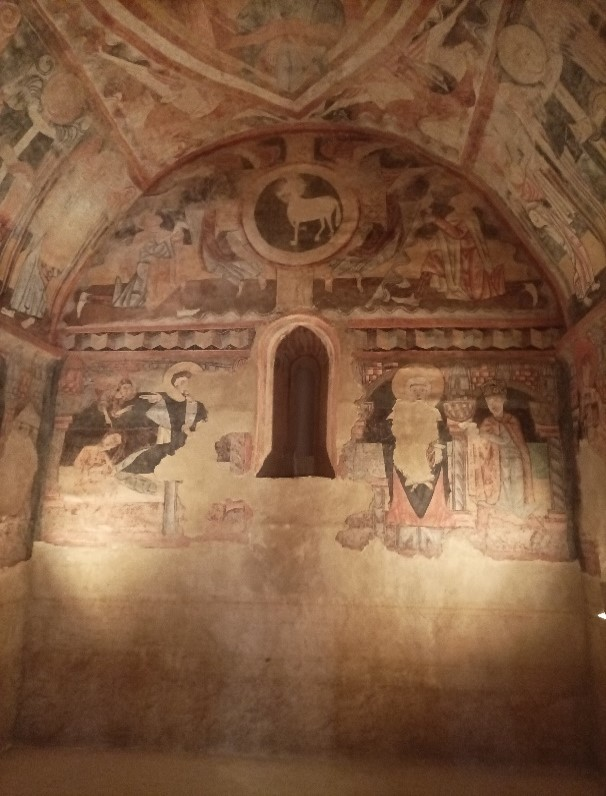
Imagen 8 - Réplica de las pinturas del testero.

Después de las representaciones de la máxima jerarquía en la bóveda y siguiendo así mismo un orden jerárquico en el espacio de representaciones, en el testero lo conservado se divide en dos niveles o registros separados por una greca.  (Imagen 8).
En el nivel superior, espacio que se corresponde con el tímpano del testero, una superficie rodeada con una cenefa simulando unas ondas que simbolizan el carácter inmaterial de las escenas, visiones metafísicas que solo pueden verse con los ojos del alma, escenas que son las únicas que podría ver los fieles desde la nave cuando asistían a las celebraciones,

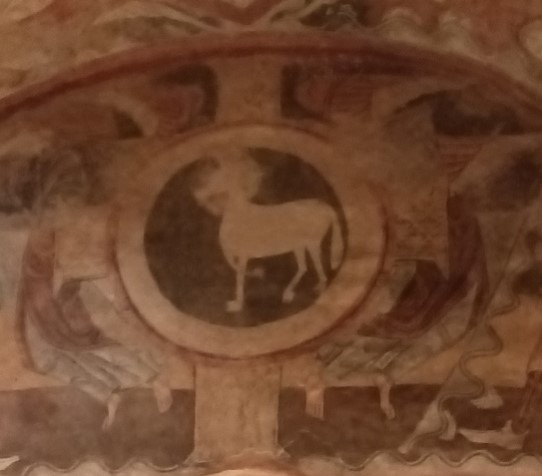
Imagen 9 - Réplica de las pinturas del clípeo en el tímpano del testero con la representación del Agnus Dei

En el centro geométrico del tímpano, el lugar más preeminente, inserto en el centro de una cruz patada que simboliza la Vera Cruz, advocación del templo, un clípeo[xix] (Imagen 9) sujetado por dos ángeles tenantes con la representación de una teofanía triunfal, la apoteosis del Agnus Dei[xx], el Cordero Nimbado, representación de Cristo Resucitado.

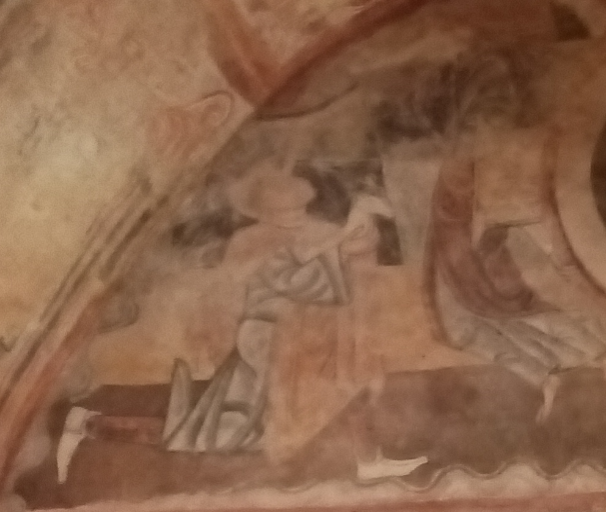
Imagen 10 - Réplica de las pinturas del lado del Evangelio del tímpano del testero con una representación de Abel ofreciendo sumisamente un cordero a Dios.

Una nueva división vertical provocada por el pie de la cruz central genera dos nuevas escenas. En el  lado del evangelio, (a la izquierda del espectador) (Imagen 10) una figura que se identifica con Abel, arrodilladlo en actitud de sumisión, ofrece un cordero como sacrificio a Dios que aparece levitando con una postura que se adapta al espacio ocupado clípeo bendiciendo con su derecha a Abel.

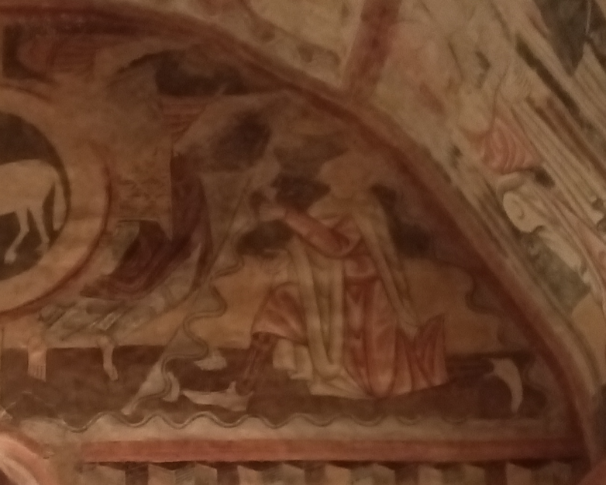
Imagen 11 - Réplica de las pinturas lado de la epístola (izquierda del espectador al contemplarlo desde la nave) del tímpano del testero

Con una composición casi simétrica a la anterior descrita, en el lado de la epístola (derecha del espectador) una figura también arrodillada y encerrada en un espacio delimitado por ondas, ofrece una copa levantándola. Esta figura se identifica con Melquisedec (imagen 11)
El registro inferior conservado, nuevamente vuelve a dividirse en dos escenas gracias esta vez al eje vertical de un vano de muy pronunciado abocinamiento y rematado arriba con un arco de medio punto en cuyo intradós, también abocinado, está la representación de Espíritu Santo mediante una paloma (Imagen 13).
En el lado del evangelio de este registro inferior una representación de María Magdalena ungiendo los pies de Cristo con sus cabellos mientras Este la bendice y es señalada por la Dextera Dominus[xxi] (Imagen 12).
En el lado de la epístola de este registro inferior, una síntesis de la Epifanía en la que solo aparece uno de lo sabios de oriente postrado ante la Virgen y ofreciendo sus presentes al Niño hoy perdido sostenido por Esta (Imagen 14).

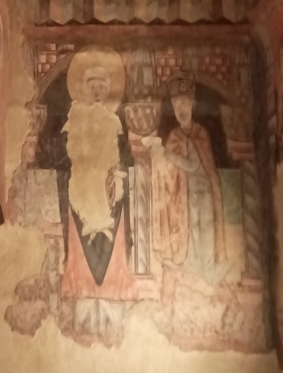
Imagen 14 - Réplica de las pinturas del muro del testero (lado de la Epístola)

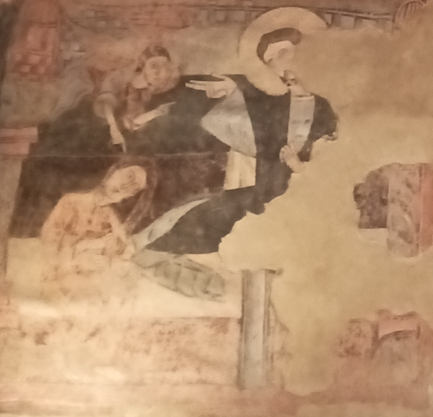
Imagen 12 - Réplica de las pinturas del muro del testero (lado del Evangelio) con la representación de María Magdalena enjugando los pies de Cristo con su cabello.

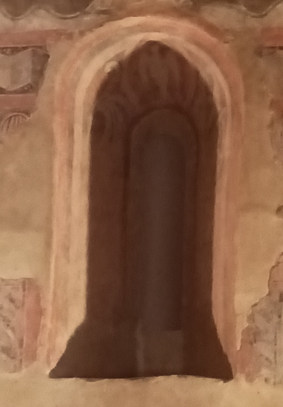
Imagen 13 - Vano abocinado del testero con la representación del Espíritu Santo en la clave.

#### RIÑONES O DERRAMES DE LA BÓVEDA
En el lado del Evangelio (Imagen 15) y siguiendo un orden de lectura de Oeste a Este (de pies a cabecera del templo), una figura femenina nimbada a quien todos quienes todos los autores identifican como la Virgen con los gestos propios con los que se la suele representar en la “Anunciación”, si bien en este caso, está acompañada de una figura masculina identificada, aunque con rasgos muy matizados, como San Juan, quien parece ofrecerle el libro de su evangelio.

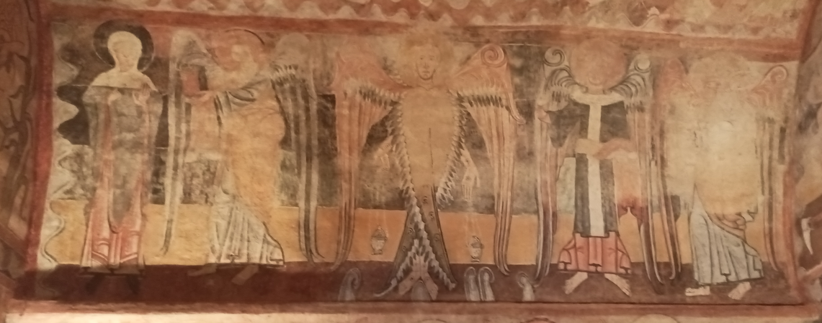
Imagen 15 - Réplica de las pinturas del riñón de la bóveda (lado del Evangelio)

Hacia el centro de la composición, un querubín con cuatro alas (dos desplegadas y dos cubriéndole el cuerpo y recubierto de ojos), quizá interpretando la visión de Ezequiel[xxii], porta sendos incensarios en sus brazos extendidos. En el extremo más oriental de la bóveda, Lucas dirige un libro que sujeta con ambas manos hacia un arcángel que Cook y Gudiol identifican con San Gabriel dotado de una lanza y un rollo del que ambos autores afirman que desapareció la inscripción peticius[xxiii],[xxiv].
En el lado de la Epístola (Imagen 16) y siguiendo el mismo sentido de lectura que el anterior (Oeste-Este, en la fotografía de derecha a izquierda), un personaje masculino tonsurado y vestido con prenda talar[xxv], identificado con San Pedro y junto a él el símbolo tetramórfico de Mateo, otro querubín turiferario y el león de San Marcos ofreciendo su evangelio a otro arcángel con otra filacteria en la que Cook y Gudiol afirman que estaría escrito postulacius[xxvi].

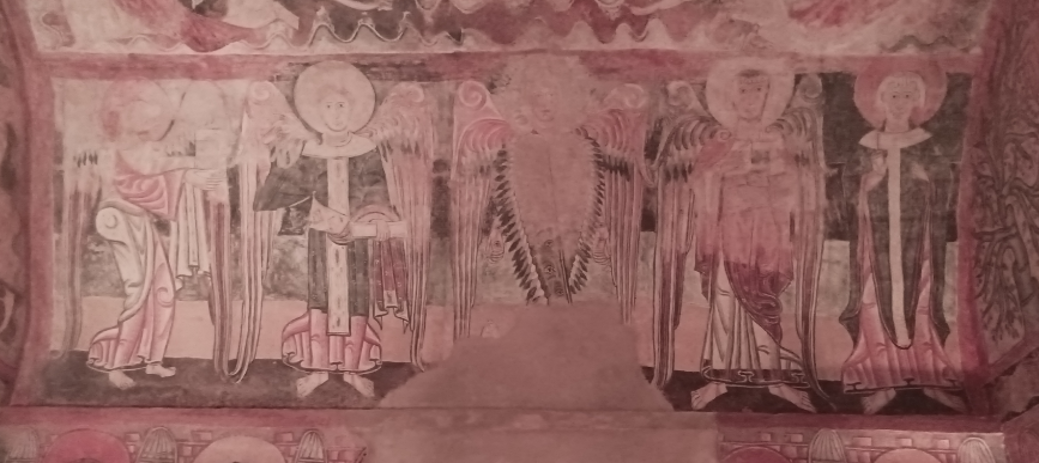
Imagen 16 - Réplica de las pinturas del riñón de la bóveda (lado de la Epístola)

#### MUROS DE LA BÓVEDA
Continuando hacia abajo, en los muros laterales de la cabecera estaría el colegio apostólico como soporte de la Iglesia y testigos directos de la vida de Cristo, que reciben su gracia y dan testimonio a través del Evangelio.
En el muro septentrional, insertos en una arquería de columnas torsas y figuraciones en las enjutas que se ajusta a los nimbos (Imagen 17) seis de los doce apóstoles, y que se completa con la pintura del muro meridional en la que, además de la otra mitad del colegio apostólico se representa junto al testero una ciudad con torres almenadas y cúpulas que simbólicamente puede ser representación de la Iglesia como fortaleza de la fe o contra el pecado o una representación plástica de la Jerusalén Celeste[xxvii] descrita como una ciudad rodeada de una muralla grande con doce puertas y se asienta sobre doce piedras que llevan los nombres de los doce apóstoles[xxviii].

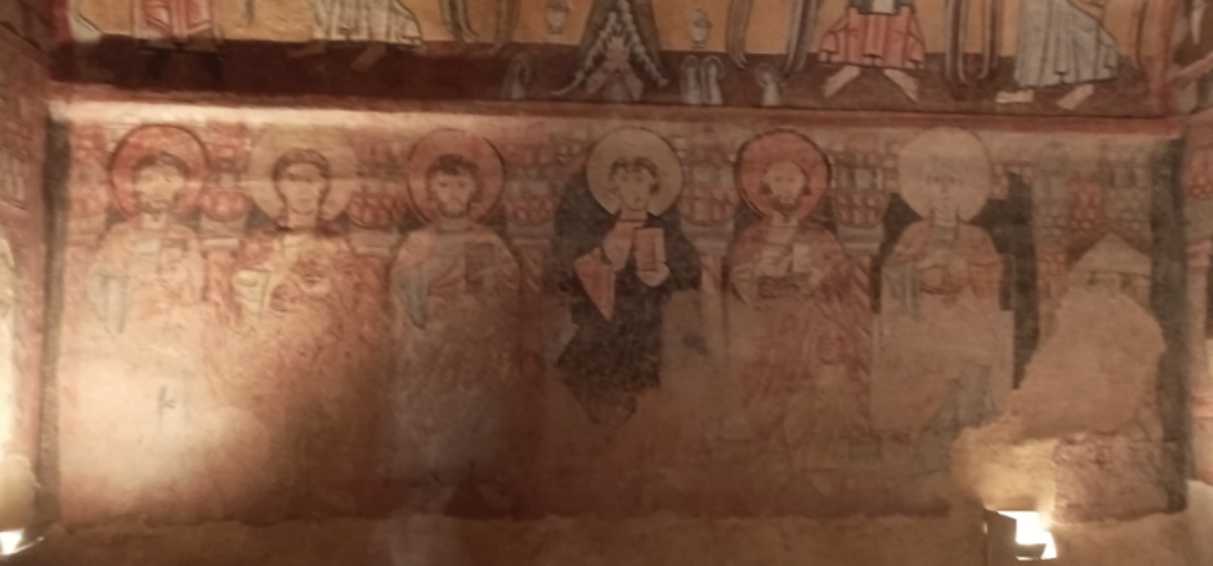
Imagen 17 - Réplica de las pinturas del muro septentrional del presbiterio.

En ambos paños, los apóstoles se representan erguidos, frontales, hieráticos, sin comunicación ni interacción alguna entre ellos, con diversos gestos o posturas con las manos y sosteniendo todos ellos un libro.

#### ARCO TRIUNFAL
Las imágenes aquí representadas eran de exclusiva contemplación del clérigo oficiante de la celebración y estaban totalmente ocultas a la vista de los fieles. En definitiva, un refuerzo al mensaje que este debía lanzar a sus feligreses (Imagen 18).

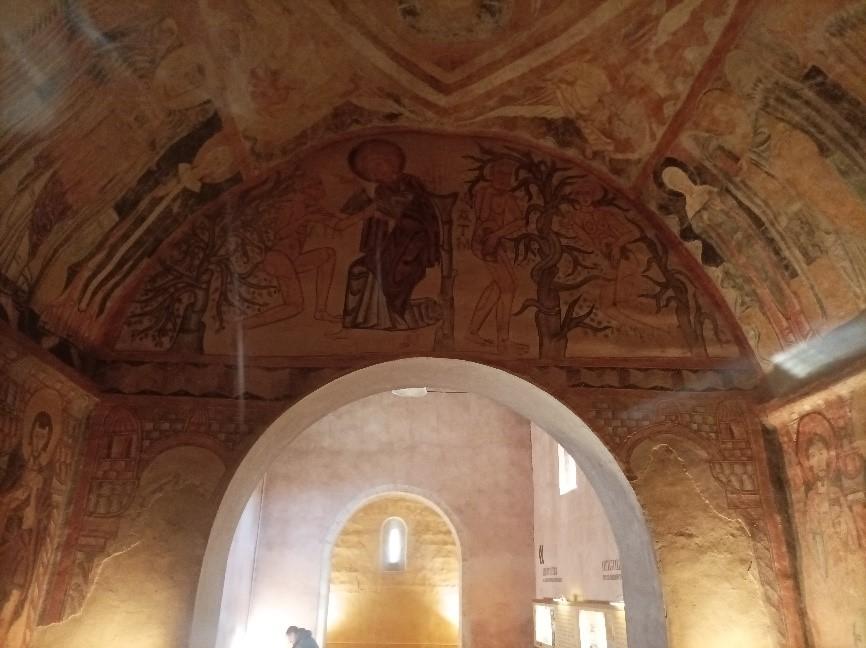
Imagen 18 - Arco triunfal visto desde el presbiterio.

Siguiendo el mismo esquema compositivo del testero, como si de un espejo se tratase, el conjunto se organiza en dos registros separados una greca de igual dibujo a la de la cabecera a la altura de la clave del arco.
El registro superior, y de nuevo siguiendo el esquema del testero se divide en dos escenas separadas por un eje vertical, en este caso representado por una palmera.
A la izquierda de dicho eje (lado de la epístola[xxix]) una escena que ha recibido diferentes interpretaciones: La creación de Adán[xxx] o la amonestación de Adán advirtiéndole Dios gestualmente que no debe probar el fruto del árbol prohibido.
A la derecha de la palmera, la consecuencia de haber desobedecido a Dios. La comisión del pecado original tras la que adán se atraganta por haber mordido la manzana y ambos (Eva y Adán) sienten vergüenza de su desnudez.
Del registro inferior solo se conservan los restos de unas arquitecturas pintadas. El resto se ha perdido.

### MUSEALIZACIÓN DEL ESPACIO

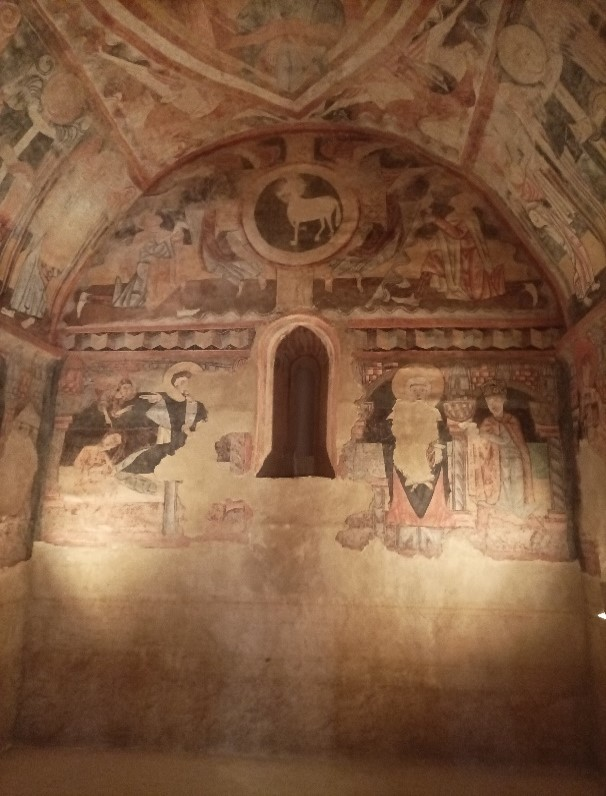
Imagen 19 - Réplica de las pinturas del testero.

La, a mi juicio, muy afortunada intervención del los espacios descritos, permite disfrutar hoy en día de su contemplación y disfrute mediante una labor de musealización que ha replicado en los pies del templo una bóveda de exactamente las mismas dimensiones y morfología que la original incluyendo una réplica de las pinturas -copia de la que han sido obtenidas las fotografías- (imagen 19), pues las originales se encuentran en el Museo del Prado y en su lugar pueden apreciarse perfectamente las sinopias (imágenes 20) como testigo vivo de lo que en su tiempo podía contemplarse allí.

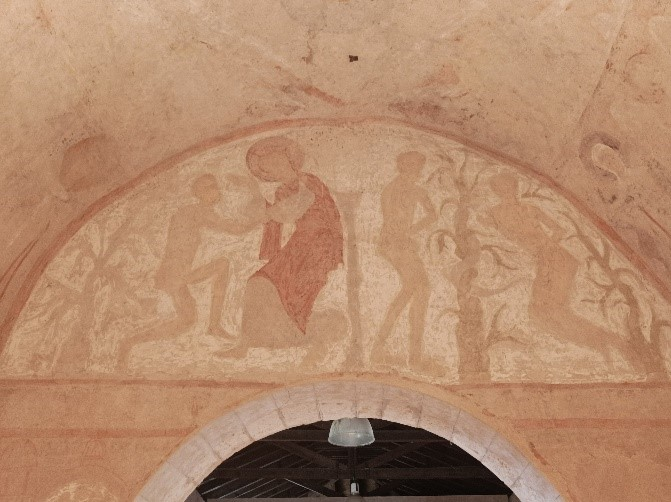
Imagen 20 - Sinopia de las pinturas del arco triunfal. Resta que queda después de haber sido arrancadas mediante la técnica de strappo.

### CONCLUSIÓN
En su conjunto, el programa iconográfico refleja muy sintéticamente la creación y caída del género humano, para cuya redención de los pecados es precisa la venida y encarnación de Cristo, su sacrificio y el arrepentimiento sincero de los pecadores -atinada observación de Aurel de la Morena asociando con esta línea de interpretación la imagen de María Magdalena[xxxi]- la segunda Parusía y la Jerusalén Celeste que espera a los justos.
A partir del año 2003, puede disfrutarse también de una réplica exacta de las pinturas en el Museo de Arte de Alexandría (Louisiana, EE.UU), y a partir de 2012 otra réplica cubre una bóveda de idénticas dimensiones a la de la cabecera original, construida a efectos de albergar una réplica de las pintura en el Museo del Prado.
[i]          (ÁLVAREZ MARCOS, y otros 2007, pág. 885)
[ii]          Denominación no peyorativa, sino propia de la época medieval para referirse a los musulmanes que habían ocupado la península.
[iii]         (BANGO TORVISO 1997, pág. 211)
[iv]       Bien de Interés Cultural, con el código definitivo 51 - 0000303 – 00000 en el registro BIC de bienes inmuebles.
[v]          (BANGO TORVISO 1997, pág. 213)
[vi]         En el reparto de rentas de los canónigos de 1247 figura la aportación de estos de diez maravedíes menos dieciocho dineros a la parroquia de Sancta Vera Cruz denominación que recibían las iglesias extramuros en la época, rango que perdió seguramente tras la pérdida de valor estratégico de la villa y el consiguiente agrupamiento de la población y eclesiástica.(ÁLVAREZ MARCOS, y otros, 2007, pág. 898). Actualmente hay discrepancias sobre si debe categorizarse como iglesia o como ermita.
[vii]         Zonas y elementos que soportan peso o reciben empujes tectónicos.
[viii]        Vanos coronados por arcos de medio punto lisos sobre impostas de listel y chaflan (BANGO TORVISO 1997, 900)
[ix]         (BANGO TORVISO 1997, pág. 900)
[x]          (ARRIOLA JIMÉNEZ 2016, pág. 317)
[xi]         Ciudad de Dios
[xii]         (ARRIOLA JIMÉNEZ 2016, pág. 317)
[xiii]        (ARRIOLA JIMÉNEZ 2016, pág. 905)
[xiv]        Representación de Cristo cona apariencia mayestática, la mano derecha levantada en actitud de bendecir y la izquierda portando un libro que simboliza los Evangelios o las Sagradas Escrituras. Se diferencia del Pantocrátor en que este último se representa solo el busto de Cristo y no de cuerpo entero, sentado y con los pies sobre un escabel.
[xv]        Las letras griegas alfa y omega representan el principio y el fin respectivamente. En las pinturas se conserva solo una parte de la primera de las letras.
[xvi]        Representación de los cuatro evangelistas con sus atributos descritos según la visión de Ezequiel (Ez 1:10)
[xvii]       (Biblia Reina Valera s.f., (Ap 4:1-9))
[xviii]       Que agitan o mueven un incensario.
[xix]        Medallón de forma circular.
[xx]        Cordero de Dios.
[xxi]        La derecha del Señor
[xxii]       (Biblia Reina Valera s.f.) Ez (1:5-10)
[xxiii]       Peticionario
[xxiv]       (BANGO TORVISO 1997, Pág. 905)
[xxv]       Prenda de vestir larga que llega hasta los talones, de ahí su nombre.
[xxvi]       Demandante, peticionario.
[xxvii]       (ARRIOLA JIMÉNEZ 2016, pág. 321)
[xxviii]      (Biblia Reina Valera s.f., (AP 21, 12-26))
[xxix]       Recordemos que ahora estamos mirando hacia los pies del templo.
[xxx]       (BANGO TORVISO 1997, pág. 904)
[xxxi]       (BANGO TORVISO 1997, pág. 905)